# Cucina statunitense
La cucina statunitense è caratterizzata da notevoli differenze geografiche.
Le principali cucine sono:
- Nord Est: New England con gli Stati Connecticut, Maine, Massachusetts, New Hampshire, Rhode Island, e Vermont; New York, Philadelphia e il centro nord est;
- Sud Est: comprende parti di Missouri, Oklahoma e gli Stati di Kentucky, Tennessee, Virginia, Nord Carolina e Sud Carolina, Georgia, Alabama, Mississippi, Louisiana, Arkansas, Florida e la parte est e la costa del Golfo del Messico di Texas;
- Midwest: La parte centrale degli Stati Uniti include Illinois, Indiana, Iowa, Kansas, Minnesota, Nebraska, Nord Dakota e Sud Dakota, la maggior parte di Oklahoma, parte di Missouri, la parte ovest di Wisconsin e la parte est di Colorado;
- Ovest: lungo la costa pacifica di California, Washington e Oregon;
- Sud Ovest: con una forte influenza Messicana e Tex-Mex comprende la parte sud centrale di California, la parte ovest di Texas, e gli Stati di Nuovo Messico e Arizona.

## Il Sud Est
La cucina del Sud Est degli Stati Uniti ha subito nel corso dei secoli importanti influenze, soprattutto dalla cucina dei Nativi Americani, dagli africani, dai francesi, dagli spagnoli, dagli scozzesi, dagli irlandesi e dagli inglesi. Di questa cucina si conoscono diverse forme locali ed etniche come la Soul food, la Creole, la Cajun, la Lowcountry e la Floribbean. A partire dal nuovo millennio alcuni elementi della cucina del Sud si sono diffusi al Nord.

### Influenze nativo americane
La tradizione culinaria degli indiani Calusa, Timucua, Choctaw e Seminole, stanziati nella regione del Sud degli Stati Uniti, comprendeva l'utilizzo di diversi alimenti, tra cui zucche, pomodori, mais, fagioli, peperoni, peperoncino, patate, arachidi, ed il sassafras; infine il metodo di cottura, chiamato barbecue, sconosciuto in Europa. Questi alimenti, nonché i metodi di cottura, sono stati fondamentali nella formazione e nella caratterizzazione della cucina tradizionale degli Stati del Sud degli Stati Uniti. Infatti gli immigrati, che per primi calcarono il suolo americano, non avrebbero mai potuto sopravvivere senza gli insegnamenti e l'assistenza dei nativi, maestri cacciatori, agricoltori ed esperti nella conservazione del cibo, migliaia di anni prima dell'arrivo degli europei. Dalla loro cultura deriva l'alimento principale della dieta del Sud: il mais, sia macinato, per cucinare la polenta, che trattato con sali alcalini per preparare l'“Hominy”. Il mais, non veniva utilizzato solo per fare pane e polenta, ma impiegato anche nel processo di distillazione di liquori come il whiskey ed il moonshine.
Gli indiani d'America hanno introdotto agli europei il concetto della cottura lenta con il fumo. La maggior parte degli etimologi ipotizzano che la stessa parola barbecue, derivi dalla parola "barabicu", in uso sia nelle lingue dei Timucua che presso le tribù Taino stanziate Florida e nei Caraibi. La parola può essere tradotta come “sacro buco del fuoco” e descrive una griglia in legno costruita per cuocere la carne, posizionata al di sopra di un buco scavato nella terra pieno di brace.
Le patate, sono un altro importante alimento della cucina dei nativi americani: veniva usata come il mais, e largamente adottate da tutti gli immigrati europei.
Frutti e bacche selvatiche come more e lamponi facevano parte della dieta di Nativi, nella parte più settentrionale della regione.
Uno dei piatti più noti di origine pellerossa sono i Boston Baked Beans, e cioè i fagioli al forno alla bostoniana, piatto tipico della cucina casalinga e poco frequente nei ristoranti. Mentre i nativi l'accompagnavano con carne d'orso, nella versione tradizionale si usa la carne di maiale.

### L'hominy e l'hoe cake
I nativi americani del Sud Est degli Stati Uniti si alimentano con il cosiddetto "Soul food", utilizzato anche dai bianchi e dai neri. Per esempio, l'hominy, spesso conosciuto come grits, è una sorta di pane di mais preparato dai cuochi della regione; così come la frittata degli indiani, o polenta fritta, conosciuta cone "hoe cake" o "johnny cake": gli indiani bollivano la polenta in palline oggi chiamate, "corn meal dumplings" o "hush puppies". La gente del sud cuoce i fagioli e i piselli bollendoli, così come facevano gli indiani. Inoltre i nativi americani erano maestri nella conservazione della carne con il sale, un procedimento che consisteva nell'affumicamento sopra la cosiddetta brace di Hickory.
Inoltre gli indiani del Sud degli Stati Uniti arricchivano la loro dieta con carni derivanti dalla caccia di animali stanziali. Il cervo, per esempio, era importante nella loro dieta, in quanto, al tempo, abbondante. Cacciavano anche conigli, scoiattoli, tacchini, opossum, e procioni. Gli europei hanno portato il maiale, e le mucche da latte. A quel tempo, quando si uccideva un animale, veniva utilizzata, per gli usi più disparati, l'intera carcassa. A parte la carne, era comune cucinare anche il fegato, il cervello e l'intestino. Questa tradizione perdura in piatti tipici come il “chitterlings” chiamato anche “Chit'lins”, intestino di maiale fritto o bollito, e nel livermush, uno sformato di polenta e fegato con cervella e uova. Il grasso degli animali, veniva separato dai tessuti, come per lo strutto, e usato sia per cuocere che friggere.

### Influenze africane
Le piantagioni sorsero quando gli immigrati europei si resero conto del grande potenziale agricolo della regione. I proprietari più ricchi hanno iniziato a coltivare la terra in grandi appezzamenti, utilizzando gli schiavi africani per lavorarla, la cui dieta, per la maggior parte di loro, consisteva principalmente di riso, poi, verdure, ortaggi e stufati. I tipici cibi africani, oggi divenuti parte integrante della cucina del Sud comprendono: melanzane, noci di cola, semi di sesamo, okra, sorghum, piselli, riso e alcuni tipi di meloni.

### Il "Soul food"
L'espressione “Soul food” risale alla prima parte degli anni '60 e può essere considerata la principale forma di cucina casalinga del Sud, esportata sia dai bianchi che dai neri trasferitisi nel Nord degli Stati Uniti. Le persone originarie del Sud avevano la necessità di mangiare presso ristoranti gestiti da afroamericani per ritrovare le ricette a loro familiari. I tipici ingredienti non erano in vendita nei supermercati, per cui era necessario ricercarli nei negozi specializzati, dedicati a cibi esteri.
In generale la cucina del Sud dei neri e dei bianchi è quasi del tutto equivalente. Esistono comunque piccole differenze, soprattutto nella preparazione e nell'uso delle spezie. In alcune regioni, come in Florida, vi sono delle consistenti differenze, accentuate dalle differenze di classe sociale che a loro volta hanno influenzato la cucina della regione in maniera significativa. Per esempio le parti meno appetitose e meno nutrienti degli animali macellati come i piedi e gli intestini, erano spesso le uniche parti disponibili per gli schiavi e le persone che vivevano in povertà. Le soluzioni creative per rendere questi alimenti più commestibili sono perciò tipiche della cucina nera che di quella bianca. Oggi molti afroamericani fanno parte della classe media e sono quindi più attenti alla salute e al controllo del peso. Si trovano pertanto a decidere se abbandonare i cibi con un alto contenuto di sale e grassi e un basso contenuto di nutrienti dei quali ci si alimenta per necessità, o continuare a cucinarli per lealtà culturale o preferenza personale. La stessa cosa succede per la polenta, diventato un piatto del Sud “di moda”, ma che per molte persone cresciute in povertà richiama la dieta invariabile della loro giovinezza.
Gran parte della cucina del Sud deriva da alimenti e metodi di preparazione tradizionali africani. Spesso responsabili delle cucine del Sud dal tempo della schiavitù, fino alle cucine istituzionali come quelle delle scuole odierne, gli afroamericani hanno avuto un ruolo di primo piano nello sviluppo di questa cucina. Inoltre molti dei più famosi chef di questa zona sono afroamericani.

### Influenze francesi
L'area della Louisiana apparteneva alla Francia, fino a quando fu venduta, nel 1803, agli Stati Uniti, da Napoleone Bonaparte. Le cucine Cajun e Creole sono tipiche di questo Stato.
La cucina Cajun, nata nel Centro e nel Sud-ovest della Louisiana venne introdotta dai profughi provenienti dalle province francesi dell'odierno Canada, dalle quali sono stati espulsi dopo la Guerra franco-indiana nel Settecento. La cucina Creole è una cucina urbana originaria di New Orleans, tipica della parte sud-est della Louisiana. Venne maggiormente influenzata dalla cucina Francese, anche se nel Settecento era già uno stile affermato. Madame Langlois, la governante di Jean-Baptiste Le Moyne de Bienville, fondatore di New Orleans, ha insegnato alle ragazze francesi inviate a New Orleans per sposarsi con i coloni, come cucinare usando prodotti locali e combinando le ricette francesi con quelle degli indiani Choctaw.

### Influenze spagnole
La Florida fu colonia spagnola fino al 1819, e New Orleans dal 1763 al 1800. La seconda più antica città fondata degli europei in Nord America è St. Augustine si trova in Florida e fu fondata nel 1565.
Uno dei piatti più tipici della cucina spagnola è la paella, un piatto con riso, zafferano, verdure e carne o pesce. L'influenza della cucina spagnola si nota nelle specialità Cajun e Creole come la Jambalaya, un piatto di riso con pesce e verdura, o in molti tipici piatti di riso e fagioli, tipici della cucina Floribbean e Lowcountry.
Altro piatto degno di nota della cucina del sud degli USA che prese piede grazie al colonialismo spagnolo è il pulled pork, la spalla di un maiale cotta alla brace.

### Influenze scozzesi, irlandesi, e inglesi
La preferenza per una colazione abbondante deriva dalla tradizione anglosassone. I coloni hanno introdotto il whiskey, diventato un tipico prodotto della regione ma con due varianti: il Bourbon whiskey e il Tennessee whiskey. Per esempio, Jack Daniel's è diventata la più famosa distilleria del Sud Est. Un'importante differenza tra la colazione statunitense e quella britannica è che la seconda ammette anche il pesce, la prima no.

## La carne
La carne statunitense è di ottima qualità; La classica bistecca con patate fritte viene consumata in tutto il Paese, spesso accompagnata da una pannocchia di granturco, insieme a tanti altri piatti a base di carne. I locali più tradizionali per gustare la carne sono costituiti dalle steakhouse, che di solito servono anche piatti di pesce e frutti di mare.

## Il pesce
Grazie all'estensione delle coste, il pesce e i frutti di mare negli Usa sono popolarissimi, e i moderni sistemi di trasporto fanno sì che si possa mangiare pesce fresco anche nelle zone più lontane dal mare. Particolarmente pregiate sono le aragoste (quelle del Maine sono considerate le migliori in assoluto) ed il merluzzo nel New England, il granchio blu a Baltimora, il pesce gatto sulla costa meridionale Atlantica, la cernia in Florida, il gambero in Louisiana, il granchio in California. Tra le specialità più famose a base di pesce e frutti di mare si possono citare la zuppa di vongole di Boston e la sua variante con pomodoro tipica del Connecticut, il riso rosso degli Stati del Sud, la jambalaya (piatto a base di riso e pesce simile alla paella spagnola) e i gamberoni alla creola della Louisiana, il cioppino della California, zuppa di pesce portata dagli immigrati liguri (in genovese si dice "ciuppin"), nonché il cocktail di gamberi, specialità questa diffusa anche in Europa, che in America viene generalmente accompagnata con il rafano.

## La pizza
La pizza fu portata dagli immigrati italiani. Gennaro Lombardi di Napoli, aprì nel 1897 a New York City, un negozio di alimentari dove cominciò a vendere torte al pomodoro avvolte in carta e legate con spago per i lavoratori locali. Negli Stati Uniti, come in Italia, la pizza è proposta in mille varianti, alcune versioni locali sono costituite dalla pizza doppia di Chicago e dalla pizza californiana, che viene coperta con foglie di lattuga.

## I formaggi
I formaggi consumati negli Stati Uniti sono in gran parte gli stessi della Gran Bretagna, a cominciare dal Cheddar, di cui è particolarmente pregiato quello prodotto nel Wisconsin. Esistono però anche alcuni formaggi autoctoni statunitensi, come il Monterey Jack, tipico della California, ed il Maytag Blue, un erborinato diverso dai britannici Stilton e Blue Vein, caratteristico del Midwest.

## I dolci
I dolci americani si basano prevalentemente su antiche ricette britanniche e sono quindi in gran parte simili a quelli della Gran Bretagna. La cheesecake americana ai cereali si differenzia da quella britannica per l'aggiunta frequente di marmellata di ciliegie. Tra i dolci esclusivamente americani, assai popolare è la pumpkin pie, una torta di zucca.

## I vini
La produzione vinicola americana è ai primi posti nel mondo ed è concentrata per oltre il 90% in California. I vini americani sono prevalentemente ottenuti da vitigni italiani e francesi. Particolarmente diffuso tra i vini bianchi negli Usa è lo Chardonnay, che molti ristoranti utilizzano come vino della casa.